# Mk 14增強型戰鬥步槍
美國海軍Mk 14增強型戰鬥步槍（英語：Mk 14 Enhanced Battle Rifle）是一款擊發調變式軍用戰鬥步槍／精確射手步槍，發射7.62×51毫米北约口徑制式步枪子彈。
它是M14戰鬥步槍的一款衍生型，原本供應給美國特種作戰司令部傘下的特種作戰單位所使用，包括美國海軍海豹部隊及第75游騎兵團等。
Mk 14 EBR在戰鬥定位上同時扮演著精確射手步槍和近身距離作戰兩種類型角色。
M14 EBR-RI是另一種衍生型，它具有一根標準重量及尺寸的22英吋槍管和連凸耳GI式消焰器，並且只裝備於美國陸軍。自2010年開始，美国陆军已經向派遣阿富汗的每個步兵班單位裝備兩把M14EBR-RI以增強其火力。

## 歷史
於2000年，美國海軍海豹部隊向美國海軍特種作戰司令部發出了研發一款緊湊版M14戰鬥步槍的要求，於是多間接受招標的槍械製造商開始設計它們的Mk 14 Mod 0增強型戰鬥步槍（Mk 14 EBR）。2001年，本應只是步枪槍管生產商的麥克洛克步槍槍管公司（英語：Rock Creek Barrels, Inc.）獲美国特种部队司令部邀請參加關於SOPMOD的會議，以研究如何研發Mk 14 Mod 0步槍。會議當中對於新步槍的細節要求包括裝有一個可折疊或伸縮的槍托和由鋁合金製造的連MIL-STD-1913戰術導軌機匣。麥克·洛克（英語：Mike Rock）並與工程師吉姆·里波迪（英語：Jim Ribrody）合作研發這款新步槍。經試驗證明，他們研發的步槍是有效的，但始終射擊噪音過大。
2003年，朗·史密斯和史密斯企業公司（英語：Ron Smith and Smith Enterprises Inc.）研發了另一種版本的M14增強型戰鬥步槍（又稱：Mk 14 SEI Mod 0），這種設計比起洛克和里波迪研發的步槍更受到廣泛的青睞。當時的史密斯企業公司是以Mk 14作為基礎，並且與春田公司最終研發了Mk 14 Mod 0。不久，它們負責提供必需的生產器材並且和海軍水上作戰中心克蘭分部一起研發武器。
2004年，美國海軍海豹部隊成為了首支裝備Mk 14 Mod 0增強型戰鬥步槍的美國部隊，而該槍的第二個用戶是受到海豹部隊啟發的美国海岸警卫队。美国陆军也有裝備Mk 14 Mod 0增強型戰鬥步槍，並且由裝甲及武器壽命週期管理司令部（英語：United States Army TACOM Life Cycle Management Command）屬下的武器產品支援整合總局（英語：Weapons Product Support Integration Directorate）在位於伊利诺伊州岩島兵工廠的基斯·L·維塔測試工場（英語：Keith L. Ware Test Facility）負責研製和更新其武器產品。在2010年中期，大約有5,000把送到戰場使用。美国海军陆战队也有考慮過裝備Mk 14 Mod 0增強型戰鬥步槍，不過他們最後還是採用了自行研發的M39增強型精確射手步槍。

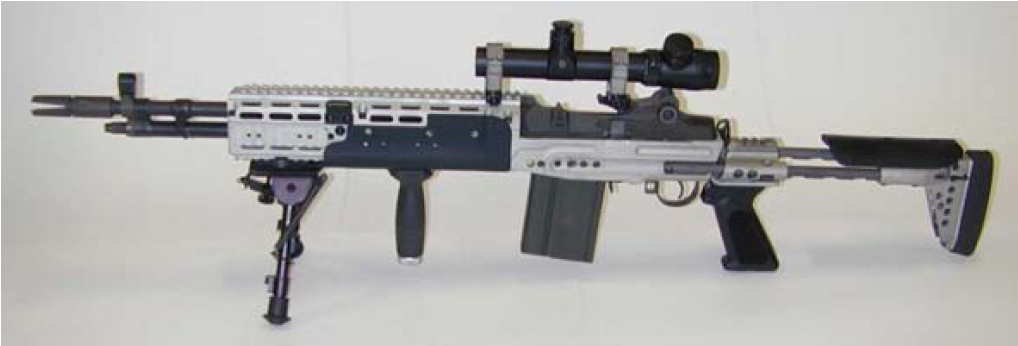
裝上了光学瞄准镜、垂直前握把和兩腳架的Mk 14 Mod 0。

## 設計細節
Mk 14 Mod 0增強型戰鬥步槍沿用來自標準型M14的槍栓和槍管部件，並且在全新的金屬機匣上裝有伸縮式槍托、手槍握把、採用全新設計的準星、哈里斯兩腳架、圍繞著槍管的四條戰術配件導軌，以及用作取代原本消焰器的制退器。類似M4卡賓槍的槳型槍栓擋亦被使用於增強型戰鬥步槍上。該槍的伸縮式槍托完全是由輕質航空合金所製成。
戰術導軌後的塑料護手片、M68近距離作戰光学瞄准镜（M68 CCO，初期是Aimpoint Comp M2，後期則是Aimpoint Comp M4）和ACOG光學瞄準鏡也被加入作為標準的外部配件，但前線的士兵們幾乎都是以垂直前握把、兩腳架、雷射瞄準器和／或放大倍率更高（10倍）的光學狙擊瞄準鏡（有時會為了夜間作戰而再加裝夜視鏡）取代M68以擔任精確射手的角色。槍口制退器上可以加裝消聲器，不過美國軍方並沒有主動為增強型戰鬥步槍採購其制式消聲器。
塞奇國際（英語：Sage International）曾經有段時間參與了增強型戰鬥步槍的設計，他們曾決定該否因設計師的兩種方案而投資大約$120,000，分別是：以注模技術使MIL-STD-1913戰術導軌和前托融為一體，或是以機加技術將MIL-STD-1913戰術導軌用螺絲釘在鋁合金前托上這兩種設計，結果是後者獲採用並且在2003年佛罗里达州奥兰多SHOT Show（美國著名槍展）之中展出。
Mk 14的缺點是步槍底盤過重導致质量太大，而且重心過於靠前（護木裝上戰術配件時更為明顯）。因此在质量和人機工效上都要出色得多的FN SCAR-H（Mk 17）推出以後，後者的優越性能受到美國特種作戰部隊所青睞，所以幹員們大多都樂意以Mk 17取代Mk 14。

### 戰術配件配置
裝上了MIL-STD-1913戰術導軌的Mk 14 Mod 0增強型戰鬥步槍可以使用多種配置，其中包括安裝AN/PVS-4夜視鏡。另外亦可以按照情況而利用MIL-STD-1913戰術導軌加裝其他兩種不同類型的光學瞄準鏡或是瞄準具。

### 衍生型

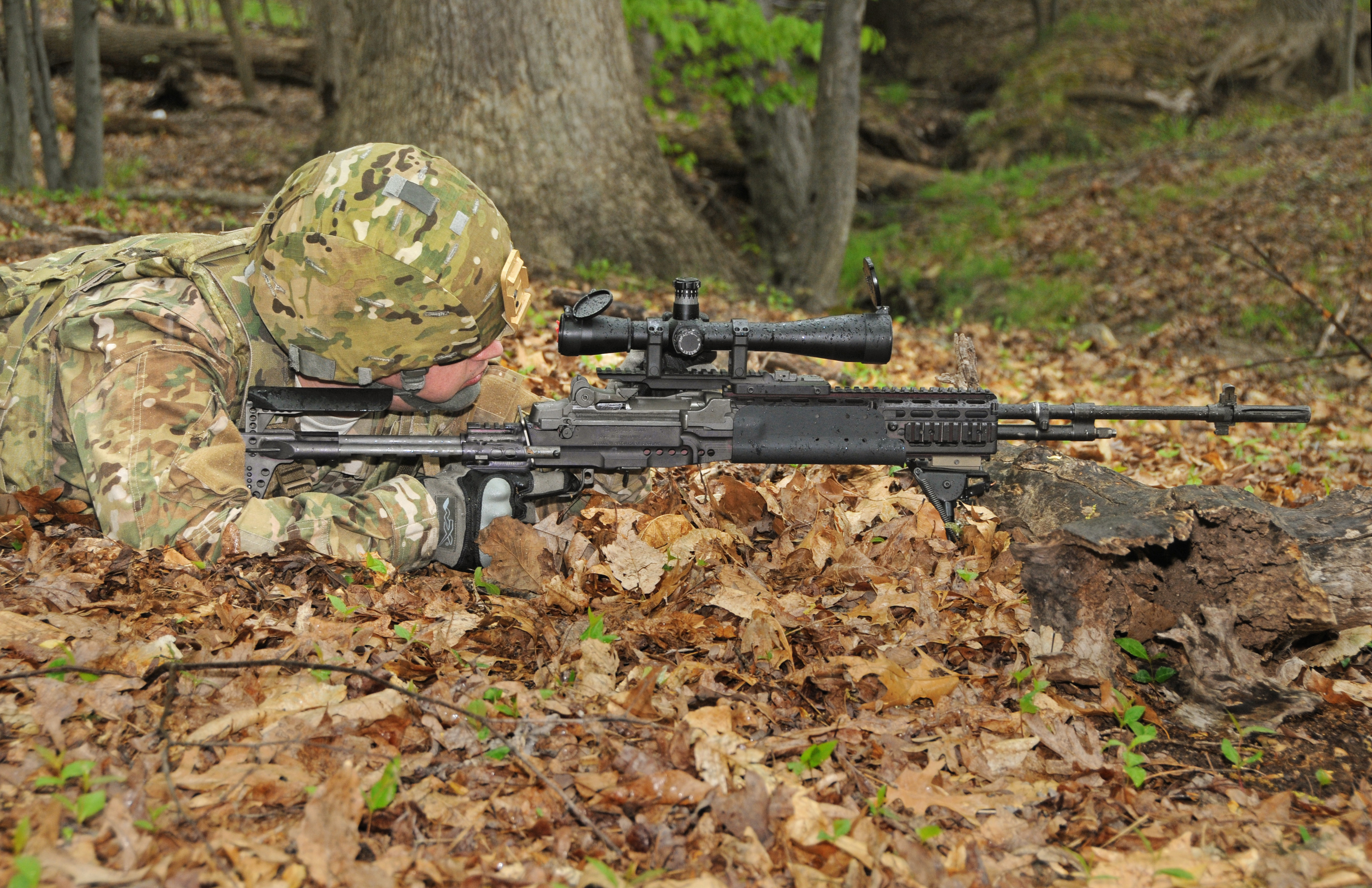
使用裝上光學瞄準鏡的M14增強型戰鬥步槍的美國士兵。M14在步兵班之中具有攻擊在M4卡賓槍和M16步槍的射程之外的敵方目標的能力。

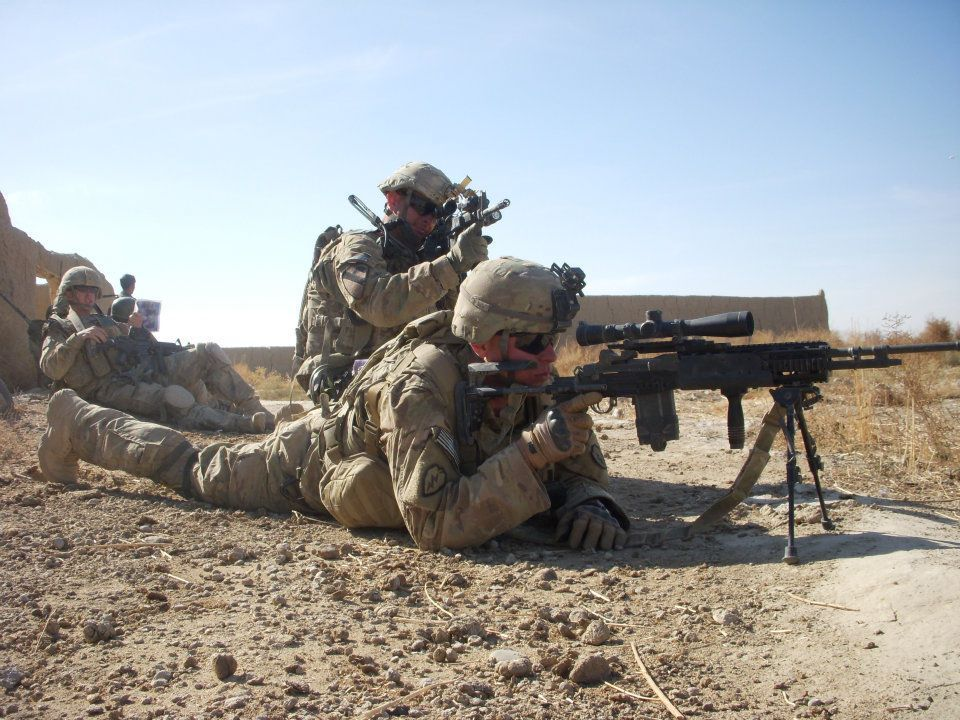
隸屬第25步兵師的騎兵斥候，在坎達哈省執行作戰任務中使用M14增強型戰鬥步槍。

隨著Mk 14 Mod 0戰鬥步槍的進一步發展，美國軍隊各個部隊均研製並且發配了多個利用塞奇底盤系統（Sage Chassis System）而成的M14步槍衍生型。衍生型以及每個所使用的組件的摘要如下所示：
|                            | Mk 14 Mod 0                         | Mk 14 Mod 0／ Mk 14 SEI                | Mk 14 Mod 1                                  | Mk 14 Mod 2                                         | M39增強型精確射手步槍                   | M14 EBR-RI                              | M14 EBR-RI NM                           | M14 T                            |
| -------------------------- | ----------------------------------- | -------------------------------------- | -------------------------------------------- | --------------------------------------------------- | --------------------------------------- | --------------------------------------- | --------------------------------------- | -------------------------------- |
| 服役部隊                   | 美國海軍 美國空軍                   | 美國空軍                               | 美國海軍                                     | 美國海軍                                            | 美海軍陸戰隊                            | 美國陸軍                                | 美國陸軍                                | 美國海岸防衛隊                   |
| 生產年份                   | 2004年—2005年                       | 2004年—2008年                          | 2006年                                       | 2011年                                              | 2007年                                  | 2008年—2011年                           | 2010年                                  | 2005年                           |
| 生產商                     | 美國海軍水上作戰中心分部            | 史密斯企業公司                         | 美國海軍水上作戰中心分部                     | 美國海軍水上作戰中心分部                            | 提科鎮美国海軍陸戰隊精確武器工場        | 岩島兵工廠—美國陸軍坦克汽車和裝備司令部 | 岩島兵工廠—美國陸軍坦克汽車和裝備司令部 | 美國海軍水上作戰中心分部         |
| 生產數量                   | 1,000                               | 125 （自Mk 14 Mod 0步槍重新組裝）      | 500                                          | ～250                                               | 700                                     | 6,200                                   | 不適用                                  | 500                              |
| 底盤                       | 塞奇 Sage M14ALCS                   | 塞奇 Sage M14ALCS （銑削導軌）         | 塞奇 Sage M14ALCS/CV                         | 塞奇 Sage M14ALCS／PMRI-HB                          | 塞奇 Sage M14ALCS （銑削導軌）          | 塞奇 Sage M14ALCS                       | 塞奇 Sage M14ALCS／PMRI                 | 塞奇 Sage M14ALCS                |
| 顏色                       | NSG (Navy Seal Grey)                | NSG (Navy Seal Grey)                   | 沙色                                         | NSG (Navy Seal Grey)                                | NSG (Navy Seal Grey)                    | 黑色 （NSG─罕見）                       | 黑色                                    | NSG (Navy Seal Grey)             |
| 手槍握把                   | 塞奇 Sage 90905                     | 塞奇 Sage 90905                        | TangoDown BG-16 FDE                          | 塞奇 Sage M14ERGO                                   | 塞奇 Sage 90905                         | 塞奇 Sage M14ERGO                       | 塞奇 Sage M14ERGO                       | 塞奇 Sage 90905                  |
| 護木                       | 長型，黑色                          | 長型，黑色                             | 短型，沙色                                   | 長型，黑色                                          | 長型，沙色 （長型，黑色—罕見）          | 長型，黑色                              | 長型，黑色                              | 長型，黑色                       |
| 垂直前握把                 | 塞奇 Sage M14VFG （90906）          | 塞奇 Sage M14VFG （90906）             | TangoDown BGV-MK46 FDE                       | -                                                   | -                                       | 塞奇 Sage M14VFG （90906）              | -                                       | 塞奇 Sage M14VFG （90906）       |
| 槍托                       | 塞奇 Sage M14ALCS-BS                | 塞奇 Sage M14ALCS-BS                   | Magpul CTR                                   | 塞奇 Sage M14ALCS／PMRI-BS                          | 塞奇 Sage M14ALCS-BS                    | 塞奇 Sage M14ALCS-BS                    | 塞奇 Sage M14ALCS／PMRI-BS              | 塞奇 Sage M14ALCS-BS             |
| 槍托延長墊板               | -                                   | -                                      | -                                            | 塞奇 Sage M14VABEK／PMRI                            | 塞奇 Sage M14BEK （90911）              | -                                       | -                                       | -                                |
| 射擊選擇鈕（單連發／鎖定） | 單發／連發                          | 單發／連發                             | 鎖定                                         | 鎖定                                                | 鎖定                                    | 鎖定                                    | 鎖定                                    | 單發／連發                       |
| 槍管                       | SAI 18英吋 標準型1-11 （“布什”）    | 史密斯企業公司 18英吋 標準型／中型1-10 | SAI 18英吋 標準型1-11 （“布什”）             | 22英吋 重型1-10                                     | 克里奇 22英吋 中型1-12 （精確射手步槍） | 美國G.I. 22英吋 標準型                  | 史密斯企業公司 22英吋 中型1-10          | 美國G.I. 22英吋 標準型           |
| 消焰器                     | 史密斯企業公司 2000V型              | 史密斯企業公司 2000V型                 | SureFire FH762KM14                           | 史密斯企業公司 2000V型                              | 美國G.I. （國家比賽型）                 | 美國G.I. （國家比賽型）                 | 美國G.I. （國家比賽型）                 | 史密斯企業公司 2001型            |
| 抑制器                     | M14直接連接式抑制器                 | M14直接連接式抑制器                    | SureFire 762K-DE                             | 風說者（Wind Talker）抑制器                         | -                                       | -                                       | -                                       | -                                |
| 準星                       | XS USN2 （11-2166-580-1）           | XS USN2 （11-2166-580-1）              | XS USN2 （11-2166-580-1）                    | -                                                   | 美國G.I. （國家比賽型.062）             | 美國G.I. （國家比賽型—罕見）            | 美國G.I. （國家比賽型—罕見）            | XS USN2 （11-2166-580-1）        |
| 照門                       | XS大型瞻孔式 （0.125英吋）          | XS大型瞻孔式 （0.125英吋）             | XS大型瞻孔式 （0.125英吋）                   | -                                                   | 美國G.I. （國家比賽型—罕見）            | 美國G.I. （國家比賽型—罕見）            | 美國G.I. （國家比賽型—罕見）            | XS大型覘孔式 （0.125英吋）       |
| 導氣箍                     | 史密斯企業公司 2013型 （GLFS-D-18） | 史密斯企業公司 2013型 （GLFS-D-18）    | 史密斯企業公司 2013型 （GLFS-D-18）          | 美國G.I.                                            | 美國G.I.                                | 美國G.I.                                | 美國G.I.                                | 美國G.I.                         |
| 氣動系統                   | 美國G.I.                            | 史密斯企業公司 2071、2075、2076型      | 美國G.I.                                     | 史密斯企業公司 2071、2075、2076型                   | 美國G.I.                                | 美國G.I.                                | 史密斯企業公司 2071、2075、2076型       | 美國G.I.                         |
| 操作桿彈簧導桿             | 美國G.I.                            | 美國G.I.                               | 美國G.I.                                     | 美國G.I. （國家比賽型）                             | 美國G.I. （國家比賽型）                 | 美國G.I.                                | 美國G.I.                                | 美國G.I.                         |
| 槍機阻／釋放               | 史密斯企業公司 2003型               | 史密斯企業公司 2003型                  | 史密斯企業公司 2003型                        | 史密斯企業公司 2003型                               | 美國G.I.                                | 美國G.I.                                | 美國G.I.                                | 史密斯企業公司 2003型            |
| 光學瞄準鏡                 | Leupold Mk 4 1.5-5×（67905）        | Leupold Mk 4 3.5-10×（67940）          | Nightforce NXS 2.5-10×24毫米FC-2搭配ZeroStop | Nightforce NXS 3.5-15×50毫米密位點搭配 ZeroStop     | S&B 3-12×50毫米（M8541）                | Leupold Mk 4 3.5-10×（51850）           | Leupold Mk 4 3.5-10×（51850）           | S&B 1.1-4× PM ShortDot           |
|                            | Leupold Mk 4 3.5-10×（51850）       |                                        |                                              | AN/PVS-27夜視鏡 （MUNS）                            |                                         |                                         |                                         |                                  |
| 瞄準鏡環                   | Badger 306-29型 （30毫米）          | 史密斯企業公司7008型 （30毫米）        | Nightforce A118 （30毫米）                   | Nightforce A107 （30毫米）                          | Badger 306-75 （34毫米）                | Leupold 61049 （30毫米）                | Leupold 61049 （30毫米）                | 拉·魯LT-139 （30毫米—槓桿）      |
| 瞄準鏡座                   | 塞奇Sage M14SCSB                    | 史密斯企業公司2006                     | 拉·魯Larue LT-608                            | 美國海軍水上作戰中心分部                            | 史密斯企業公司2006                      | 塞奇Sage M14DCSB                        | 塞奇Sage M14DCSB                        | 拉·魯Larue LT-139（30mm—快拆式） |
| 兩腳架                     | 哈里斯Harris 1A2-BRM                | 哈里斯Harris 1A2-BRM                   | Tangodown ACB-4 FDE                          | 阿特拉斯Altas BT10或BT10 LW17                       | 哈里斯Harris S-BRM                      | 哈里斯Harris 1A2-L                      | 哈里斯Harris 1A2-L                      | 哈里斯Harris S-BR或S-BRM         |
| 兩腳架適配器               | KAC 98060                           | KAC 98060                              | -                                            | -                                                   | KAC 98060                               | KAC 98060                               | KAC 98060                               | 拉·魯LT-130（槓桿）              |
| 槍背帶                     | Buffer Tech. TAS-M14                | Buffer Tech. TAS-M14                   | 老鷹工業 Eagle Ind. FNH-ESS 1.25-DEB         | M60 槍背帶 （1005-00-312-7177）                     |                                         |                                         |                                         | Buffer Tech. TAS-M14             |
| 彈匣數量                   | 2                                   |                                        |                                              | 2                                                   | 5                                       | 6                                       |                                         | 7                                |
| 硬式攜帶用槍盒             | 老鷹Eagle DC-M14                    |                                        |                                              | 派力肯Pelican iM3300-X0000和老鷹Eagle DC-M14-EBR-KH | 派力肯Pelican 1750-000-110              |                                         |                                         |                                  |
| 多用途工具                 | Bondhus 67255281                    | Bondhus 67255281                       |                                              | Bondhus 853485（和736540）                          | Bondhus 784285                          | Bondhus 13026063                        | Bondhus 13026063                        | Bondhus 67255281                 |
| 其他組件                   | Falcon／ERGO 4373CB                 | Falcon／ERGO 4373CB                    | Trijicon RMR 4MOA                            | X-Treme V2 EBR扳機套                                | SPA國防西姆拉德B0634                    |                                         |                                         | 塞奇Sage M14SCSB                 |
|                            |                                     | 史密斯企業公司扳機組件（2060）         | 威爾考克斯 Wilcox 紅點鏡座（35101P01）       | BFG RMFL-125 槍背帶環座（2）                        | KMW Pod-Loc（875）                      |                                         |                                         | Falcon／ERGO 4373CB              |
|                            |                                     | 史密斯企業公司操作桿彈簧               | Magpul CTR FDE                               | 塞奇 Sage PMRI-FR                                   |                                         |                                         |                                         |                                  |
|                            |                                     |                                        | Magpul PTS CTR 1.25英吋豎隔板FDE             | Falcon／ERGO 4373BK                                 |                                         |                                         |                                         |                                  |
|                            |                                     |                                        | Tangodown BP-4 FDE（2）                      | 考德威爾 Caldwell 支撐袋（247261）                  |                                         |                                         |                                         |                                  |
|                            |                                     |                                        | Tangodown BP-4K 2PANEL FDE                   |                                                     |                                         |                                         |                                         |                                  |

## 生產商

### 軍用型
Mk 14 Mod 0增強型戰鬥步槍是由海軍特種作戰司令部地面武器中心所製造，塞奇國際則簽下生產其底盤型槍托的合約。

### 民用型
增強型戰鬥步槍的民用版本是由富爾頓兵工廠（英語：Fulton Armory）生產，只有半自動射擊模式，沒有全自動射擊模式。
其他生產商包括史密斯企業公司和塞奇國際，前者生產的型號被命名為Mk 14 SEI Mod 0，而後者生產的則被命名為塞奇增強型戰鬥步槍。塞奇增強型戰鬥步槍有卡賓槍衍生型，被命名為近距離戰鬥步槍（英語：Close Quarter Battle rifle）。其卡賓槍衍生型據說又被命名為Chop-Mod增強型戰鬥步槍，槍管是由原來的增強型戰鬥步槍所改短而成，其外表很像Mk 14 SEI Mod 1。
特洛伊工業曾經生產一種海軍特種作戰司令部地面武器中心EBR模塊化系統的仿製品，並且命名為特洛伊模塊化底盤系統（英語：Modular Chassis System，簡稱：MCS），用戶可以將任何正常規格的M1A或M14的機匣、槍管和槍栓一起安裝在該模塊化底盤系統上。法弗蘭斯（英語：FERFRANS）亦生產了他們的Mk 14 Mod 0增強型戰鬥步槍衍生型，並且命名為法弗蘭斯增強型戰鬥步槍。

## 大受好評
不少使用者都稱讚增強型戰鬥步槍比M14更容易使用，這是由於前者的人機工效比原來的M14更為出色，並且降低了後座力，用戶只需花費相對較低的成本購買底盤平台便能實現將其盈餘的M14變成現代戰鬥步槍，以及可以跟隨使用者的喜好而選擇裝上各種光学瞄准镜、夜視鏡及各種戰術配件（例如前握把、兩腳架、戰術燈、雷射瞄準器）。一些民间使用者甚至在該枪的导轨上安装了下掛式榴弹发射器或Masterkey槍管下掛式霰弹枪等火力附件。

## 使用國
- - 澳洲陸軍特種空勤團（M14 EBR）
- 伊拉克
  - 伊拉克特種作戰部隊[28]（M14 EBR、Mk 14）
- 菲律賓
  - 菲律賓國家警察特別行動部隊（英语：Special Action Force）
- 波蘭
  - 波蘭軍隊行動應變及機動組
- 中華民國
  - 中華民國陸軍
  - 中華民國海軍陸戰隊
  - 中華民國特種部隊
- 乌克兰
  - 烏克蘭武裝部隊（俄羅斯入侵烏克蘭期間獲美國軍援Mk 14 Mod 1）
- 美国
  - 美國陸軍（M14 EBR）
  - 美國空軍（Mk 14）
  - 美國海軍（Mk 14）
  - 美國海岸警衛隊（M14 T）
  - 部份地方警察部門

## 流行文化
Mk 14增強型戰鬥步槍系列同時出現在一些电影、电子游戏、漫畫、动画和小说裡，例如：

### 電影
- 2011年—：型號為Mk 14 Mod 1，裝上了ELCAN SpectreDR 1.5–6×瞄準鏡、馬格普CTR槍托、兩腳架和AN/PEQ-15雷射瞄準器，由特工威爾克斯（Wilkes，費爾南多·堅飾演）所使用，全自動射擊。
- 2013年—：型號為Mk 14 Mod 1，裝上了ELCAN SpectreDR 1.5–6×瞄準鏡，由卡特爾的狙擊手所使用。
- 2013年—：型號為M14 EBR-RI，裝上了哈里斯兩腳架和瞄準鏡，由联邦调查局人質救援隊狙擊手所使用。
- 2014年—《美國狙擊手》：型號為Mk 14 Mod 0，裝上消聲器和瞄準鏡，由海豹部隊成員馬克·李（Marc Lee，路克·葛萊姆斯飾演）所使用。
- 2015年—《侏罗纪世界》：型號為Mk 14 Mod 1，由遺傳科技公司保安部行動人員所使用。

### 電子遊戲
- 2004年—《特種部隊Online》：目前推出的樂透武器版本： 
  - CAMO M14 EBR
  - 白金版ALCAD M14 EBR
  - FLAME M14 EBR
- 2007年—：最早於韓國版2010年3月25日時推出，型號為Mk 14 Mod 0，以戰鬥步槍的形象登場，在遊戲中使用20發容量彈匣供彈，並能夠通過武器強化系統升級的兩種強化型外觀。奇怪地在第一人稱視角中武器模組採用鏡像佈局（右手持槍時拉機柄、射擊選擇桿及及拋殼口都在左邊）。港台地區於2010年4月6日時推出一般版，命名為「黑色旋風」；中国大陆版於2010年3月24日時推出一般版，命名為「咆哮怒焰」；在各地版本均已開放使用。港台地區於2012年4月24日推出透過武器強化系統升級的兩个強化型外觀；中国大陆地區於2012年4月25日推出透過武器強化系統升級的兩个強化型外觀。另外亦有多種改進版：
  - M14 EBR Gold：C-Box限定的黃金噴漆型。港台地區於2011年11月22日推出黃金版，命名為「金旋風」；中國大陸地區於2011年11月23日推出黃金版，命名為「咆哮金焰」。港台地區於2012年12月20日推出透過武器強化系統升級；中国大陆地區於2012年4月25日推出透過武器強化系統升級；武器強化後不會有造型特殊變化；在各地版本均已開放使用，但土耳其版因結束營運的關係而不會在這個版本開放使用。
  - Skull-5：最早於韓國版2011年2月17日時推出，以狙擊步槍的形象登場的反殭屍用改進型，使用金色槍身，可全自動射擊，但射速不可思議的低。改進之處包括：使用22英寸槍管，口徑改為5.56×45毫米北約口徑，發射5.56毫米反殭屍子彈、改以虛構的24發並聯式弧形彈匣供彈，以及裝上了以繩索穩固的開闊視界狙擊瞄準鏡。港台地區於2011年2月15日推出，命名為「貝西摩斯之爪」；中国大陆地區於2011年2月16日推出，命名為「死亡骑士」；在各地版本均已開放使用。
  - Skull-5 CSOWC型：為Skull-5的2014年首爾CSO世界錦標賽鍍金特別版，只給比賽的參賽者使用。
  - Skull-4：最早於韓國版2013年4月11日時推出，以戰鬥步枪的形象登場並且配為雙持槍械的反殭屍用改進型，使用金色槍身，限定為半自動射擊。改進之處包括：使用22英寸槍管，口徑改為5.56×45毫米北約口徑，發射5.56毫米反殭屍子彈、改以虛構的24發弧形彈匣供彈，以及裝上了EOTECH全息瞄準鏡（奇怪地使用時僅將畫面拉近）。港台地區和中国大陆地區於2013年4月25日推出，前者命名為「死亡夢魘」，後者命名為「死亡咆哮」；在各地版本均已開放使用，但泰國版及土耳其版因結束營運的關係而不會在這兩個版本開放使用。
- 2007年—《穿越火线》：型號為Mk 14 Mod 0，以戰鬥步槍的形象并作为M14自动步枪的强化版本登場，命名为“M14EBR”，使用20发弹匣供彈却奇怪的装填35发弹药，同时默认安装消音器。拥有多种改型。
- 2007年—：命名為「Mk14 EBR」，並可以使用裝上的ACOG光學瞄準鏡（預設狙擊鏡），只在Xbox 360、PlayStation 3版出現。
- 2008年—：命名為「M14EBR」，可裝上消聲器、雷射瞄準器和戰術燈。
- 2009年—及重製版：型號為Mk 14 Mod 0，但使用22英寸枪管，在戰役模式中命名为“M14 EBR”，而在聯機模式則命名為「M21 EBR」，以狙擊步槍的形象登場，裝有預設的狙擊鏡，限定為半自動射擊，以10發彈匣（聯機模式使用延長彈匣時為15發）供彈，初始攜彈量為20發，最高攜彈量為100發（戰役模式）和60發（聯機模式），奇怪地沒有無彈後定（這個問題在重製版中得以修正）。戰役模式之中由美国陆军第75游騎兵團、美國海軍海豹突擊隊及141特遣隊所使用；聯機模式時於等級56解鎖，並可以使用紅點鏡、消音器、心跳探測器、ACOG光學瞄準鏡、熱能探測式瞄具、前握把、全金屬披甲彈（英语：Full metal jacket bullet）、EOTECH全息瞄準鏡、延長彈匣。
- 2009年—《殺戮空間》：隨遊戲登場武器，以狙擊步槍的形象登場，命名為「M14EBR」，裝上雷射瞄準器和Sage CA手握式槍托，限定為半自動射擊。
- 2010年—：型號為Mk 14 Mod 0，以戰鬥步槍的形象登場，命名為「M14 Mod 0 Enhanced」，以10發彈匣供彈，最高攜彈量為30發（聯機模式使用彈藥升級時為60發）。可以使用紅點鏡、ACOG光學瞄準鏡、馬格南彈藥。奇怪地在第一人稱視角中武器模組採用鏡像佈局（拉機柄、射擊選擇桿及及拋殼口都在左邊）、沒有空倉掛機，而且空倉重新裝填時玩家角色不會為槍械上膛。
- 2010年—《2010》：型號為Mk 14 Mod 0，只在單機模式登場，命名為「M14 EBR」，載彈量20+1發，裝上ACOG光學瞄準鏡並且由AFO海神隊員“野兔”（Rabbit）及第75遊騎兵團的隊員所使用。於聯機模式中被M21所取代。
- 2010年—：型號為Mk 14 Mod 0。有兩種可用型號：
  - M14 EBR CQB：以突擊步枪的形象登場，裝上了EOTECH全息瞄準鏡，為突擊兵的可選用武器之一。港台地區於2010年7月21日推出。
  - MK14 EBR STD：以狙擊步槍的形象登場，裝上了具有放大倍率的瞄準鏡，為突擊兵的可選用武器之一。港台地區於2010年12月1日推出。
- 2010年—《戰地之王》：型號為「M14 EBR」，商城E幣武器，可改裝配件包含：遠射程槍管、脈衝槍管、ACOG光學瞄準鏡（4倍瞄準鏡）、2倍放大倍率瞄準鏡、人體工學握把、瞄準握把、緩衝槍托、低後座力槍托。每種配件的組合方式都會使槍枝出現微小的特性變化。
- 2011年—：型號為Mk 14 Mod 0和Mk 14 Mod 1：
  - Mk 14 Mod 1在戰役模式及特別行動模式之中以狙擊步槍的形象登場，限定為半自動射擊，命名為「M14 EBR」，以10發彈匣供彈，最高攜彈量為100發，並可以使用裝上的可變倍率式瞄準鏡（預設狙擊鏡）及消音器，奇怪地沒有空倉掛機。由141特遣隊（普萊斯、肥皂和尤里）及美国陆军三角洲特种部隊合金分隊所使用。
  - Mk 14 Mod 0在戰役模式、聯機模式及生存模式之中以戰鬥步槍的形象登場，但歸類為突擊步槍，命名為「MK14」，限定為半自動射擊，以20發彈匣（聯機模式使用延長彈匣時為30發）供彈，初始攜彈量為40發（聯機模式），最高攜彈量為120發（聯機模式），奇怪地沒有無彈後定。戰役模式之中由美國陸軍三角洲特種部隊合金分隊以及尼古萊的傭兵部隊所使用；聯機模式時於等級60解鎖，並可以使用紅點鏡、消音器、M320榴彈發射器、ACOG光學瞄準鏡、射速增加、心跳探測器、EOTECH全息瞄準鏡、下掛式霰彈槍、混合式瞄準鏡（HAMR瞄準鏡和全息瞄準鏡+G23.FTS）、延長彈匣（增至30發）、熱能探測式瞄準鏡；生存模式時於等級47解鎖，價格為$3,000。
- 2012年—：預先訂購或購買的數碼豪華版的四款獎勵武器之一，由魅影小組步兵所使用。一般型號為Mk 14 Mod 0，命名為「Mk 14」，以20或30發彈匣供彈，可以使用Magpul CTR伸縮式槍托使其變為Mk 14 Mod 1。
- 2012年—《战争前线》：型号为M39 EMR，但被错误的命名为“Mk14 EBR”，护木、握把，枪托肩垫与托腮板均使用沙色涂装，弹匣缠有一圈黑色胶带。以20发弹匣供彈，为狙击手专用武器，通过抽奖或者活动获得，可以改装枪口配件（通用消音器、狙击枪消音器、狙击枪制退器）、战术导轨配件（狙击枪双脚架、特殊狙击枪双脚架）以及瞄准镜（狙击枪5.5x瞄准镜、狙击枪4.5x中程瞄准镜、狙击枪4x短程瞄准镜、狙击槍5x快速瞄准镜），拥有皇冠币专属迷彩涂装版本，强化威力与载弹。
- 2012年—：型號為Mk 14 Mod 0，命名為「EBR」，能夠由特戰兵所使用，可以使用長槍管提高精度。
- 2013年—：命名為「MK 14 EBR」。
- 2013年—《美國陸軍：演習場》[29]
- 2013年—：原型號為M14 DMR及M1A SOCOM 16的混合型，為透過購買零件「Abraham」修改而成，仍然命名為「M308」。
- 2013年—《縱橫諜海：黑名單》：型號為Mk 14 Mod 0，不可使用。
- 2013年—：命名為「Mk 18 ABR 7.62」，由INDFOR所使用。
- 2013年—：只在封面中出現，遊戲中出现的为M39 EMR。
- 2013年—：命名為「MK14 EBR」，使用白色槍身和橙色護木，歸類為特等射手步槍，限定為半自動射擊，以10發（戰役模式）或18發（聯機模式，可使用延長彈匣增至27發）彈匣供彈，初始攜彈量為36發（聯機模式），最高攜彈量為120發（戰役模式）和108發（聯機模式），裝有預設的狙擊鏡。戰役模式之中由美國精銳部隊「魅影」（Ghosts）所使用；聯機模式時可以使用機械瞄具、紅點鏡、ACOG光學瞄準鏡、全息瞄準鏡、熱能探測混合式瞄準鏡、追蹤器瞄準鏡、消焰器、消音器、制退器、延長彈匣、穿甲彈、三發點放。
- 2014年—：型號為Mk 14 Mod 0，命名為“M14 EBR”。
- 2014年—：命名為「MK14」，使用黑色槍身，限定為半自動射擊，以20發（聯機模式可使用延長彈匣增至30發）彈匣供彈，初始攜彈量為60發（戰役模式和聯機模式），最高攜彈量為120發（戰役模式和聯機模式）。戰役模式之中由反科技恐怖組織KVA所使用；聯機模式時為標準點放突擊步槍，並可以使用紅點鏡、混合式瞄準鏡、自动对焦瞄準鏡、目標增強瞄準鏡、熱成像儀、ACOG光學瞄準鏡、雷射瞄準器、前握把、槍托、追踪器、延長彈匣、雙排彈匣、消音器、抛物线麦克风、快速抽出握把、槍管下掛式榴弹发射器。
- 2014年—《特種部隊2 Online》：型號為M14 EBR，以狙擊步槍的形象登場，載彈量10發，配備光學描準鏡。
- 2014年—《叛亂（英语：Insurgency (video game)）》：型號為Mk 14 Mod 1，命名為“M14 EBR”，為安全部隊專用武器。
- 2015年—：資料片「大逃亡」新增武器，為換上M14 EBR機匣的M14，錯誤的命名為「M39 EMR」（原本被命名為「M14 Sage」），可全自動射擊並被歸類為戰鬥步槍，載彈量20+1發，能夠由執法機關和罪犯雙方執行者（Enforcer）所使用，價格為$80,000。可加裝各種瞄準鏡（反射、眼鏡蛇、全息瞄準鏡（放大1倍）、PKA-S（放大1倍）、Micro T1、SRS 02、Comp M4S、M145（放大3.4倍）、PO（放大3.5倍） 、ACOG（放大4倍）、PSO-1（放大4倍）、IRNV（放大1倍）、FLIR（放大2倍））、附加配件（傾斜式機械瞄具、電筒、戰術燈、激光瞄準器、穿甲曳光彈）、槍口零件（制退器、補償器、重槍管、抑制器、消焰器）及握把（垂直握把、粗短握把、直角握把）。
- 2016年—《殺戮空間2》：精確射手（職業）屬下 Tier 3 武器，以狙擊步槍的形象登場，命名為「M14EBR」，只能半自動射擊。
- 2017年—《絕地求生》：空投武器。命名為「Mk14」（中文：“Mk14狙击枪”），虽然名为狙击枪，实则是被定位成一把精确射手步枪（Designated Marksman Rifle，简称：DMR），使用7.62毫米口徑子彈，可配備：所有步槍或狙击枪槍口及彈匣、所有瞄具、托腮板。以10發或20發彈匣（後者為使用擴容彈匣或快速擴容彈匣）供彈。
- 2017年—：命名為「Mk 14 EBR」，限定為半自動射擊，由大韓民國第707特殊任務營幹員Dokkaebi、新進人員及Nighthaven永夜安港幹員Aruni所使用。
- 2018年—《叛亂：沙漠風暴》：登場型號為Mk 14 Mod 1 EBR，命名為“Mk 14 EBR”，為安全部隊專屬武器。
- 2018年—《地面部隊》（Ground Branch）：型號為Mk 14 Mod 1。
- 2022年—：登場型號為Mk 14 Mod 0 EBR，命名为“EBR-14”。
- 2022年—《暗区突围》游戏内被玩家称为"6套融化器"。
- 2024年—《三角洲行动》：命名为“M14射手步枪”），使用7.62×51mm弹药，可以使用单发或全自动模式射击。虽然名为射手步枪，但因全自动模式下的强大火力，一般是当作突击步枪使用。初始设定为10发弹容量，可通过改装提升。枪本身为原装木质枪托的M14自动步枪，可通过安装“M14先进枪身系统”等改装，变成实际上的“MK14增强型战斗步枪”。

### 动画
- 2014年—《刀劍神域II》：型號為M14 EBR，裝上瞄準鏡。於「幽靈子彈」篇中為GGO玩家「銃士X」的專用武器，亦短暫地被「桐人」所“借用”，以拯救陷入危機的詩乃。
- 2015年—《絕命制裁X》：由劍光姬（つるぎ みき，CV：浅野真澄）所使用，被其命名為「 BlackLabel Silent Mist 」。
- 2018年—《刀劍神域外傳Gun Gale Online》：型號為M14 EBR，裝上倍率瞄準鏡，由“M”所使用。

### 小說
- 2014年—《刀劍神域外傳Gun Gale Online》：型號為M14 EBR，由“M”所使用。
- 2018年—《裏世界遠足》：該槍為主角們意外進入裏世界，受困於裏世界的美軍營地時暫時借用以狙殺怪異。

## 資料來源
1. ↑  . October 2010  [15 December 2010]. （原始内容存档于2019-07-03）.
2. 1 2 3 4 5 6 7 8 9  M14 Rifle History. （页面存档备份，存于） Retrieved on September 24, 2008.
3. ↑  My Personal Top Ten. （页面存档备份，存于） Retrieved on September 23, 2008.
4. 1 2  New-era M14 alleviates reliability issues. （页面存档备份，存于） Retrieved on September 23, 2008.
5. 1 2 3  MK 14 Mod 0 （页面存档备份，存于） Retrieved on May 29, 2010.
6. ↑  M14 VS M1 Garand
7. 1 2 3  Modern Firearm's M14 Page. （页面存档备份，存于） Retrieved on September 23, 2008.
8. ↑  Navy SEALs to get new rifles. （页面存档备份，存于） Retrieved on September 23, 2008.
9. ↑  The History and Development of the SAGE Enhanced Battle Rifle (EBR) chassis stock system. （页面存档备份，存于） Retrieved on September 23, 2008.
10. ↑  CRAZY HORSE  US NAVY MK14 SEI MOD 0. （页面存档备份，存于） Retrieved on October 5, 2008.
11. 1 2 3  New-era M14 Alleviates Reliability Issues. （页面存档备份，存于） Retrieved on September 24, 2008.
12. 1 2 3  AMC Deputy Chief of Staff on Target with M14 Enhanced Battle Rifle. （页面存档备份，存于） Retrieved on September 24, 2008.
13. ↑  Army's Chief of Staff visits Arsenal Island.[永久] Retrieved on September 24, 2008.
14. ↑  Fuller, BG Peter N.; COL Douglas A. Tamilio.  (PDF). PEO Soldier. United States Army. 18 MAY 2010  [28 October 2010]. （原始内容 (PDF)存档于2011年11月14日）.
15. 1 2 3  M14 REBORN. （页面存档备份，存于） Retrieved on September 25, 2008.
16. ↑  M14SE“CRAZY HORSE”SEMIAUTOMATIC SNIPER SYSTEM (SASS). （页面存档备份，存于） Retrieved on September 23, 2008.
17. ↑  The Modern M14. （页面存档备份，存于） Retrieved on September 24, 2008.
18. ↑  M14SE“CRAZY HORSE”SQUAD DESIGNATED MARKSMAN (M14SE SDM) AND MK14 SEI RIFLE. （页面存档备份，存于） Retrieved on September 23, 2008.
19. 1 2  Sage International Enhanced Battle Rifle Chassis Review. （页面存档备份，存于） Retrieved on September 25, 2008.
20. 1 2  M14 to MK14. Evolution of a Battle Rifle. （页面存档备份，存于） Retrieved on September 23, 2008.
21. ↑  Fulton Armory M14/M1A Parts, Accessories, Tools and Books. （页面存档备份，存于） Retrieved on September 22, 2008.
22. ↑  1,000 Rounds Through the Fulton Armory M-14. （页面存档备份，存于） Retrieved on September 23, 2008.
23. ↑  Sage Enhanced Battle Rifle brochure. （页面存档备份，存于） Retrieved on September 23, 2008.
24. ↑  Close Quarter Battle Variant Rifle brochure. （页面存档备份，存于） Retrieved on September 23, 2008.
25. ↑  MK14 SEI MOD 1 （页面存档备份，存于） Retrieved on October 5, 2008.
26. ↑  LAW483 M14 MCS from TROY. （页面存档备份，存于） Retrieved on October 5, 2008.
27. ↑  Official FERFRANS EBR Page. （页面存档备份，存于） Retrieved on September 23, 2008.
28. ↑  .   [2014-09-28]. （原始内容存档于2017-10-14）.
29. ↑  .   [2013-10-11]. （原始内容存档于2003-02-02）.

## 外部連結
- （英文）—American Rifleman—The M14 Enhanced Battle Rifle （页面存档备份，存于）
- （英文）—The Firearm Blog.com—
  - Lots of custom M14 rifles （页面存档备份，存于）
  - Air Force EOD Adopt Mk14 EBR. 5.56mm Lacks Range. （页面存档备份，存于）
  - POTD: National Match M1A （页面存档备份，存于）
  - POTD: M14 EBR in Afghanistan （页面存档备份，存于）
- （英文）—Tactical-Life.com—
  - Frontline Firepower （页面存档备份，存于）
  - NEXT-GEN SQUAD DMRs （页面存档备份，存于）
  - 7 Deadly DMRs （页面存档备份，存于）
- （英文）—Military, Security and Civilian Guns and Equipment—Mk 14 Mod 0 EBR (Enhanced Battle Rifle) （页面存档备份，存于）
- （简体中文）—D Boy Gun World（槍炮世界）—M14型步枪—Mk14 EBR （页面存档备份，存于）
- （简体中文）—新浪軍事—美特种部队M14步枪完成增强可靠性改造 （页面存档备份，存于）
- （简体中文）—新浪軍事—美特种兵新搭档：特种战改进型马克14步枪 （页面存档备份，存于）